# Chiesa di San Nicola (Nughedu San Nicolò)
La chiesa di San Nicola è un edificio religioso situato a Nughedu San Nicolò, centro abitato della Sardegna centrale. Consacrata al culto cattolico è sede dell'omonima parrocchia e fa parte della diocesi di Ozieri.
La chiesa venne edificata sulle rovine della preesistente parrocchiale.
Conserva al proprio interno un dipinto murale di Aligi Sassu.